# Landtagswahlkreis Balingen
Der Wahlkreis Balingen (Wahlkreis 63) ist ein Landtagswahlkreis in Baden-Württemberg. Er umfasst die Gemeinden Albstadt, Balingen, Bisingen, Bitz, Dautmergen, Dormettingen, Dotternhausen, Geislingen, Grosselfingen, Haigerloch, Hausen am Tann, Meßstetten, Nusplingen, Obernheim, Rangendingen, Ratshausen, Rosenfeld, Schömberg, Straßberg, Weilen unter den Rinnen, Winterlingen und Zimmern unter der Burg aus dem Zollernalbkreis, seit 2019 außerdem die Gemeinden Hirrlingen und Starzach aus dem Landkreis Tübingen. Wahlberechtigt waren bei der Landtagswahl 2021 119.638 Einwohner.
Die Grenzen der Landtagswahlkreise wurden nach der Kreisgebietsreform von 1973 zur Landtagswahl 1976 grundlegend neu zugeschnitten und seitdem nur punktuell geändert. Infolge ungleichmäßiger Bevölkerungsentwicklung in der Region Neckar-Alb wurden zur Landtagswahl 2011 die Gemeinden Bisingen, Grosselfingen und Rangendingen aus dem Wahlkreis Hechingen-Münsingen zusätzlich an den Wahlkreis Balingen angegliedert. 2019 wurde der Wahlkreis erneut vergrößert um die Gemeinden Hirrlingen und Starzach, die zuvor zum Wahlkreis Tübingen gehörten.

## Wahl 2021
Die Landtagswahl 2021 hatte folgendes Ergebnis:
| Direktkandidat           | Partei         | Stimmen in % | Landtagswahl 2016 Stimmen in % |
| ------------------------ | -------------- | ------------ | ------------------------------ |
| Erwin Feucht             | Grüne          | 26,5         | 29,0                           |
| Nicole Hoffmeister-Kraut | CDU            | 32,6         | 29,5                           |
| Hans-Peter Hörner        | AfD            | 12,2         | 17,9                           |
| Annegret Lang            | SPD            | 7,8          | 9,9                            |
| Dirk Egger               | FDP            | 10,0         | 8,1                            |
| Marco Hausner            | DIE LINKE      | 2,4          | 2,3                            |
| Christine Koch-Kuhring   | ödp            | 0,7          | 0,8                            |
| Anne Judersleben         | Die PARTEI     | 1,6          | –                              |
| Klaus Wirthwein          | Freie Wähler   | 2,4          | –                              |
| Dragan Nešovič           | dieBasis       | 1,0          | –                              |
| Moritz Rothacher         | KlimalisteBW   | 0,9          | –                              |
| Andreas Steiner          | WiR2020        | 0,7          | –                              |
| Stefan Buck              | Einzelbewerber | 1,3          | –                              |
| –                        | Sonstige       | –            | 2,4                            |

## Wahl 2016
Die Landtagswahl 2016 hatte folgendes Ergebnis:
| Direktkandidat           | Partei   | Stimmen in % | Landtagswahl 2011 Stimmen in % |
| ------------------------ | -------- | ------------ | ------------------------------ |
| Nicole Hoffmeister-Kraut | CDU      | 29,4         | 46,3                           |
| Angela Godawa            | SPD      | 9,9          | 23,9                           |
| Erwin Feucht             | GRÜNE    | 29,0         | 16,9                           |
| Dirk Egger               | FDP      | 8,1          | 4,4                            |
| Andreas Hauser           | LINKE    | 2,3          | 2,6                            |
| Hans Schmidt             | NPD      | 0,6          | 1,4                            |
| Michael Belzner          | REP      | 0,4          | 1,2                            |
| Stefan Herre             | AfD      | 18,1         | —                              |
| Peter Fröhlich           | ALFA     | 1,3          | —                              |
| Michael Dornhausen       | ödp      | 0,8          | 1,1                            |
| —                        | Sonstige | —            | 02,2                           |

## Wahl 2011
Die Landtagswahl 2011 hatte folgendes Ergebnis:
| Direktkandidat       | Partei   | Stimmen in % | Landtagswahl 2006 Stimmen in % |
| -------------------- | -------- | ------------ | ------------------------------ |
| Günther-Martin Pauli | CDU      | 46,3         | 50,1                           |
| Hans-Martin Haller   | SPD      | 23,9         | 25,9                           |
| Andrea Metzger       | GRÜNE    | 16,9         | 05,7                           |
| Dirk Egger           | FDP      | 04,4         | 09,1                           |
| Ralf Fenske          | LINKE    | 02,6         | WASG: 2,3                      |
| Felix Maier          | PIRATEN  | 02,2         | —                              |
| Hans Schmidt         | NPD      | 01,4         | 01,2                           |
| Rodolfo Panetta      | REP      | 01,2         | 03,1                           |
| Holger Schmid        | ödp      | 01,1         | 00,4                           |
| —                    | Sonstige | —            | 02,2                           |

## Abgeordnete seit 1976
Bei den Landtagswahlen in Baden-Württemberg hat jeder Wähler nur eine Stimme, mit der sowohl der Direktkandidat als auch die Gesamtzahl der Sitze einer Partei im Landtag ermittelt werden. Dabei gibt es keine Landes- oder Bezirkslisten, stattdessen werden zur Herstellung des Verhältnisausgleichs unterlegenen Wahlkreisbewerbern Zweitmandate zugeteilt. Die bis 2006 gültige Regelung sah eine Zuteilung dieser Mandate nach absoluter Stimmenzahl auf Ebene der Regierungsbezirke vor. Die stagnierende Bevölkerungsentwicklung im Zollernalbkreis führte deshalb dazu, dass es für Bewerber im Wahlkreis Balingen immer schwerer wurde, ein Zweitmandat zu erringen. So verlor der SPD-Abgeordnete Horst Kiesecker 1984 sein Zweitmandat knapp an seinen parteiinternen Mitbewerber Walter Mogg aus dem Wahlkreis Hechingen-Münsingen, weil die Bevölkerungsentwicklung in dessen Gebiet günstiger war.
Den Wahlkreis Balingen vertraten seit 1976 folgende Abgeordnete im Landtag:
| Partei | Art des Mandats | Gewählte |
| ------ | --------------- | --- |
| CDU    | Erstmandat      | Heinrich Haasis 1976, 1980, 1984, 1988, 1992, 1996 Günther-Martin Pauli 2001, 2006, 2011 Nicole Hoffmeister-Kraut 2016, 2021 |
| SPD    | Zweitmandat     | Horst Kiesecker 1976, 1980, 1992 Hans-Martin Haller 2001, 2006, 2011                                                         |
| AfD    | Zweitmandat     | Stefan Herre 2016 (ab 2019 parteilos) Hans-Peter Hörner 2021                                                                 |